# Carl Siegel (Philosoph)
Carl Siegel (* 19. August 1872 in Neuwaldegg, Österreich-Ungarn; † 14. Februar 1943 Graz) war ein österreichischer Mathematiker und Philosoph.

## Leben
Carl Siegel, Sohn des Rechtshistorikers Heinrich Siegel, studierte von 1890 bis 1894 an der Universität Wien Mathematik und Philosophie. Zu Beginn seines Studiums wurde er Mitglied des Corps Symposion. Im Sommersemester 1893 ging er für ein Semester zum Mathematikstudium an die Georg-August-Universität Göttingen. 1894 wurde er in Göttingen  zum Dr. phil. promoviert. 1895/96 war er Assistent am Lehrstuhl für Höhere Mathematik der Deutschen Technischen Hochschule Brünn. Nachdem er 1898 die Lehramtsprüfung für philosophische Propädeutik bestanden hatte, war er Lehrer in Brünn und Wien. 1900 habilitierte er sich an der DTH Brünn für Philosophie und 1904 an der Universität Wien für Theoretische Philosophie. 1913 wurde er als a.o. Professor für Philosophie an die Universität Czernowitz berufen. 1919 ernannte sie ihn zum o. Professor. 1927 berief ihn die Universität Graz zum ordentlichen Professor der Philosophie. 1937 wurde er emeritiert.
Siegel arbeitete auf den Gebieten der Philosophiegeschichte, Methodenlehre der Naturwissenschaften und Erkenntnistheorie. Sein Nachlass wird an der Universitätsbibliothek Graz verwahrt.